# Mina de Ferragudo
A Mina de Ferragudo foi uma mina de manganésio no Município de Castro Verde, na região do Baixo Alentejo, em Portugal.

## Descrição
A antiga exploração mineira do Ferragudo está situada numa herdade com o mesmo nome, no concelho de Castro Verde. O mineral extraído era manganês, sendo a mina especialmente rica em psilomelana e pirolusite. A área da mina era de 38,48 Ha.

## História
De acordo com os vestígios encontrados no local, o jazigo foi primeiro explorado durante a época romana.
A mina foi pela primeira vez registada em 5 de Maio de 1859, por José Diogo e Felizberto José Colaço, tendo a portaria dos direitos dos descobridores legais sido publicada em 10 de Março de 1864. Em Junho desse ano os direitos de mineração foram trespassados para Alonso Gomes, e em 9 de Outubro de 1865 a concessão tornou-se definitiva. Alonso Gomes foi um dos principais empresários mineiros na região do Baixo Alentejo, tendo obtido mais de quarenta concessões definitivas entre as décadas de 1860 e 1880. Em 1889 participou na Exposição Nacional de Indústrias Fabris com amostras de minério das suas várias explorações, incluindo a da Herdade do Ferragudo. Após a sua morte em 1897, a concessão passou para os herdeiros. No Catálogo Descritivo da Secção de Minas, editado em 1889, a mina de Ferragudo é classificada como «a mais importante de todas as minas de manganésio do Baixo-Alentejo, tendo iniciado a lavra em 1875». Originalmente era empregue um sistema de desmonte por poços e galerias, mas na década de 1940 passou a ser de corta em céu aberto. Assim, a mina chegou a formar um buraco com 55 m de comprimento por 40 m de largura e 30 m de profundidade, enquanto que os trabalhos subterrâneos alcançaram cerca de 26 m de profundidade e 150 m de extensão. Na década de 1950 foram feitas várias remodelações na exploração, que chegou quase aos oitenta metros.
Em Dezembro de 2008, foi organizada uma conferência sobre a indústria mineira no concelho de Castro Verde, que incluiu a participação de vários antigos operários da Mina do Ferragudo. José Daniel entrou ao serviço aos «17 ou 18 anos», tendo passado «oito anos a puxar o minério para a rua através dos guinchos. Depois, foram mais sete anos no fundo da mina. Piso 25, 50 e 80». Descreveu esta última função como «encher as vagonas, levar ao poço e mandar para a rua. Encher à pá e empurrar». Já Miguel Marques entrou na mina com apenas oito anos de idade, onde o seu pai já trabalhava como encarregado, tendo explicado como se movia e trabalhava nos poços e galerias: «íamos ao fundo da mina no Ferragudo, a cerca de 80 metros, sem levar gasómetro nem nada. Quando descíamos só se via a luzinha dos gasómetros por entre nuvens imensas de poeiras. Os mineiros, lá ao fundo, andaram anos e anos a engolir pó. Até que se descobriram os martelos perfuradores a injecção de água». Segundo o seu irmão António, a operação do Ferragudo «não era uma indústria mineira, era uma extracção de minérios. Era tudo muito rudimentar. O minério era extraído com um guincho, não havia máquinas, e havia um motor eléctrico para fazer funcionar esses guinchos. Havia uns poços com 20/30 metros, e umas galerias do século passado que eram entivadas. Aquele trabalho era muito duro e praticamente feito a braços. A perfuração era feita uns guilhos e uma maceta até cerca de uns 1, 1,15 m de profundidade. Depois colocavam-se os explosivos, detonava-se e tirava-se o minério. Até aos anos 50 era tudo muito rudimentar e duro». Outro operário, António Marques, esteve na mina durante cerca de 22 anos, até à década de 1970. Entrou como serralheiro, e saiu como encarregado, posição em que substituiu o seu pai, tendo passado igualmente pelas divisões de topografia e de desenho. Explicou que o principal produto da mina era o óxido de manganês, que era depois transportado para «as fábricas de vidro da Marinha Grande e para a Urgeiriça, onde se extraía urânio.». Relatou igualmente que no início ganhava «100 escudos por semana e no final do mês ainda recebia mais 10 ou 12 escudos com o pago (economias do mês)». Segundo os operários, não se verificaram quaisquer acidentes na mina, embora António Marques tenha testemunhado a ocorrência de três mortes.